# Марано Екво
Марано Екво (итал. Marano Equo) је насеље у Италији у округу Рим, региону Лацио.
Према процени из 2011. у насељу је живело 785 становника. Насеље се налази на надморској висини од 451 м.

## Становништво
Према резултатима пописа становништва 2011. у општини је живело 786 становника.
| 1936. | 1951. | 1961. | 1971. | 1981. | 1991. | 2001. | 2011. |
| ----- | ----- | ----- | ----- | ----- | ----- | ----- | ----- |
| 1.206 | 1.160 | 918   | 763   | 758   | 782   | 768   | 786   |